# ベル研究所

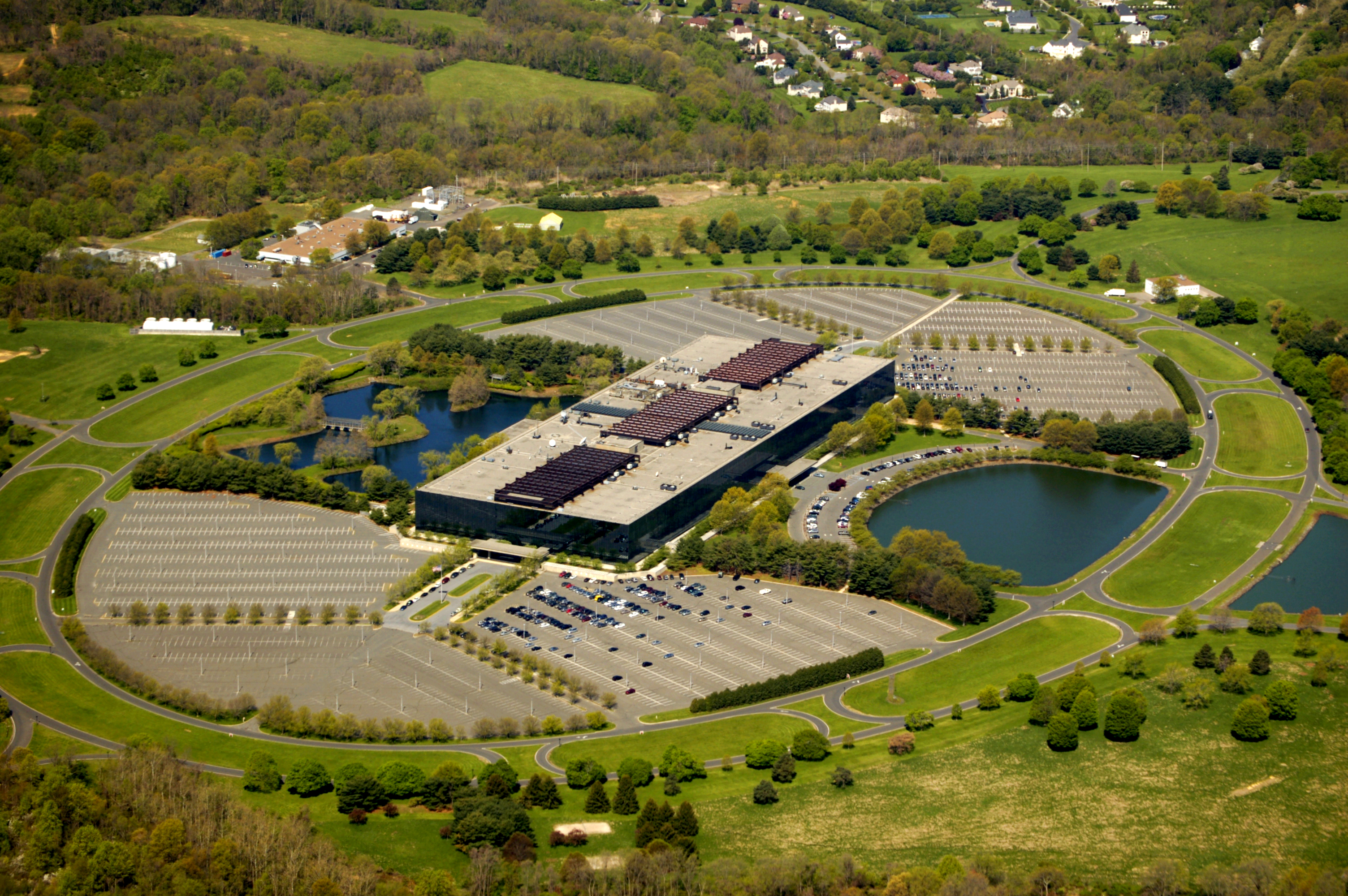
Bell Labs Holmdel Complex

ベル研究所（ベルけんきゅうじょ、英：Bell Laboratories）は、アメリカ合衆国の通信研究所。もともとベルシステムの研究開発部門として設立された研究所であり、現在はノキアの子会社である。「ベル電話研究所」、略して「ベル研（Bell Labs）」とも。

## 概説
ベル研究所とは、ベルシステム社が1920年代に設立した研究所である。その起源はグラハム・ベルが1880年にボルタ賞の賞金で設立したボルタ研究所に遡り、「ベル研究所」の名前はベルに由来するといわれている。ニュージャージー州マレーヒルを本拠地とし、その研究施設は世界中に点在する。
ベル研究所は、電話交換機から電話線のカバー、トランジスタまであらゆるものの開発を行ってきた。おおまかにいうと、研究、システム工学、開発の3つに分けることができた。
研究としては主に電気通信の基礎技術に関するものであったが、数学、物理学、人間行動科学、材料科学、コンピュータープログラミング理論などについて行っていた。この基礎研究に優れていることが、ベル研究所のひとつの大きな特徴であったが、2002年にヘンドリック・シェーンによる科学における不正行為事件が発覚。2008年に親会社によって「基礎研究から撤退する」という発表がなされる、という結果となった。
システム工学に関しては電気通信の分野で非常に複雑なシステムを作り上げている。開発としては通信網の構築に必要としたものよりも遥かに多くのものをハードウェア、ソフトウェアどちらの分野でも開発した。

## 起源と所在地の変遷
1925年に当時のAT&T社長ウォルター・グリフォードが独立事業としてベル研究所を設立した。もともとはウェスタン・エレクトリック社の研究部門とAT&Tの技術部門を引き継いだもので、AT&Tとウェスタン・エレクトリック社がそれぞれ50%ずつ出資した。最初の研究所長は Frank B. Jewett で、1940年まで所長を務めた。電話交換機など、AT&T向けにウェスタン・エレクトリックが製造する装置の設計とサポートを主な業務としていた。電話会社向けのサポート業務としては、包括的な技術マニュアル（手引書）のシリーズ『Bell System Practices（BSP）』の執筆と保守がある。親会社に対するコンサルタント業務も行った。また、プロジェクト・ナイキやアポロ計画などアメリカ政府の仕事も請け負った。基礎研究に携わる人員はごく一部だが、ノーベル賞受賞者を何人か輩出したこともあって、特に注目を浴びた。1940年代までベル研究所の本拠地はニューヨーク市内のビルを中心として点在していたが、そのほとんどはニューヨーク郊外のニュージャージー州に移転された。
ニュージャージー州内のベル研究所の所在地としては、マレーヒル、ホルムデル（en:Bell Labs Holmdel Complex）、クロフォードヒル、Deal Test Site、フリーホールド、リンクロフト、ロングブランチ、ミドルタウン、プリンストン、ピスカタウェイ、レッドバンク、ホイッパニーがある。このうち、クロフォードヒルとホイッパニーの研究所は現存している。エーロ・サーリネンが設計したニュージャージー州ホルムデルの建物（en）は、現在は売却されて無人のまま放置されているが、複合商業施設に改装される予定。従業員が多いのはイリノイ州シカゴ近郊のNapervilleやLisleのあたりで、2001年までは最も集中していた（約1万1000人）。他に従業員が集中していた地域として、オハイオ州コロンバス、マサチューセッツ州ノースアンドーバー、ペンシルベニア州アレンタウン、ペンシルベニア州レディング、ペンシルベニア州ブレイングスビル、コロラド州ウェストミンスターなどがある。これらは2001年以降には規模が縮小されるか、完全に閉鎖された。

## 発明と発見の歴史
ベル研究所の絶頂期には、その施設は当時としては最先端であり、様々な革新的技術（電波望遠鏡、トランジスタ、レーザー、情報理論、UNIXオペレーティングシステム、C言語など）を開発していた。ベル研究所での研究により、これまでに7つのノーベル賞を獲得している。
- 1937年、クリントン・デイヴィソンは（レスター・ジャマーと共に）物質波の性質を確認したことでノーベル物理学賞を受賞。
- 1956年、ジョン・バーディーン、 ウィリアム・ショックレー、ウォルター・ブラッテンは、トランジスタの発明でノーベル物理学賞を受賞。
- 1977年、フィリップ・アンダーソンは、ガラスや磁性物質の電子構造の研究についてノーベル物理学賞を共同受賞。
- 1978年、アーノ・ペンジアスとロバート・W・ウィルソンは、宇宙マイクロ波背景放射を発見し、ノーベル物理学賞を受賞。
- 1997年、スティーブン・チューは、レーザー冷却により原子を捕獲する技術の開発でノーベル物理学賞を受賞。
- 1998年、ホルスト・シュテルマー、ロバート・ラフリン、ダニエル・ツイは、分数量子ホール効果の発見により、ノーベル物理学賞を受賞。
- 2009年、ウィラード・ボイルとジョージ・E・スミスは、チャールズ・K・カオと共にノーベル物理学賞を共同受賞。ボイルとスミスの受賞理由は、撮像半導体回路であるCCDイメージセンサの発明。

### 1920年代
1924年、ウォルター・A・シューハートが製造工程の統計的管理手法として管理図を提案。シューハートは翌年設立されるベル研究所で引退するまで研究に従事した。シューハートの手法は統計的プロセス制御の基盤となった。これはシックス・シグマなどの現代的品質管理の先駆けである。
運営開始の初年には、よそで発明されたファクシミリの世界初の公開デモンストレーションを行った。1926年、世界初のトーキー（音声と映像の同期）システムを発明した。
1927年、テレビの長距離送受信実験として、アメリカ合衆国商務長官ハーバート・フーヴァーの動画をワシントンからニューヨークに転送する実験を成功させた。1928年、ジョン・B・ジョンソンとハリー・ナイキストが初めて熱雑音を発見し、理論的分析を行った（このため「ジョンソン・ノイズ」とも呼ぶ）。
1920年代には、Gilbert VernamとJoseph Mauborgneがベル研究所でワンタイムパッド式暗号を発明している。ベル研究所のクロード・シャノンが後にこの暗号が破れないことを証明した。

### 1930年代

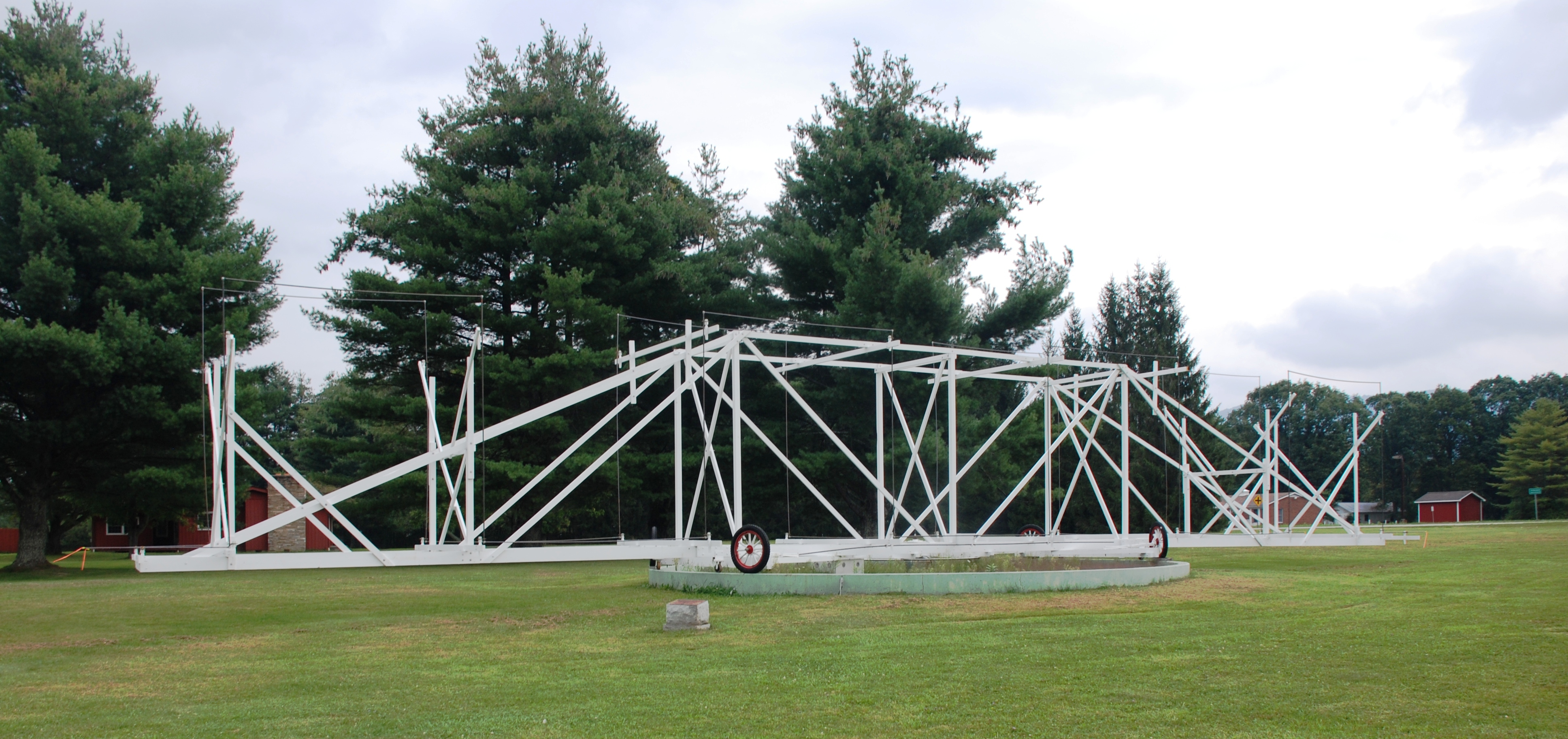
カール・ジャンスキーが研究に使ったアンテナのレプリカ

1931年、カール・ジャンスキーはベル研究所で長距離通信時における定常雑音を調査し、ノイズの原因となる電波が銀河系の中心から出ていることを突き止めた。これは電波望遠鏡に通じる発見で、のちに電波天文学の始まりとなったが、通信に関する問題ではないのであまり集中して行うことはなかった。1933年、ステレオ音声信号をフィラデルフィアからワシントンD.C.に生中継した。1937年、ホーマー・ダッドリーが世界初の電子音声合成器ヴォーダーを発明し、デモンストレーションを行った。ベル研究所の研究員クリントン・デイヴィソンは、ジョージ・パジェット・トムソンと共に電子回折現象を発見し、ノーベル物理学賞を受賞した。これは、後のソリッドステート電子工学の基盤となった発見である。

### 1940年代

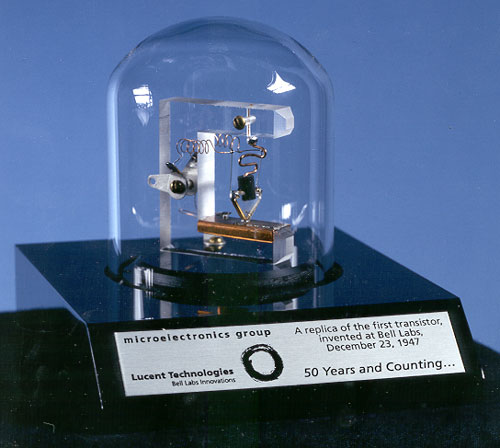
1947年、ベル研究所で発明された点接触型ゲルマニウムトランジスタ。この画像はレプリカ

1940年代初め、Russell Ohl が光電セルを開発した。1943年、世界初のデジタル式音声暗号化システム SIGSALY を開発。これが第二次世界大戦中に味方同士の通信に利用された。また、真空管の6AK5はレーダーシステムに広く利用された。1947年、ジョン・バーディーン、 ウィリアム・ショックレー、ウォルター・ブラッテンがトランジスタを発明した（1956年、ノーベル物理学賞を受賞）。ベル研究所の最重要発明品と言われている。同年、リチャード・ハミングが誤り検出訂正のためのハミング符号を発明。特許が確定する1950年までその成果は公表されなかった。1948年、クロード・シャノンが情報理論の基礎を築いた「A Mathematical Theory of Communication（通信の数学的理論）」を 『Bell System Technical Journal 』に発表。ベル研究所の先達であるハリー・ナイキストやラルフ・ハートレーの業績を踏まえつつ、それらを大幅に発展させた。シャノンは1949年の論文「Communication Theory of Secrecy Systems」で現代暗号論の基礎を築いた。
ベル研究所では、ジョージ・スティビッツらが1940年代にリレーを使った計算機をいくつも開発した。
- モデルI - Complex Number Calculator。1940年1月完成。複素数の計算ができる。
- モデルII - Relay CalculatorまたはRelay Interpolator。1943年9月。高射砲の照準計算用。
- モデルIII - Ballistic Computer。1944年6月。弾道計算用。
- モデルIV - Bell Laboratories Relay Calculator。1945年3月。Ballistic Computerの後継機。
- モデルV - Bell Laboratories General Purpose Relay Calculator。1946年7月と1947年2月に2台制作。リレー式の汎用プログラマブル計算機。
- モデルVI - 1950年11月。モデルVの拡張版。

### 1950年代
1950年代は、本来の電話事業の技術的サポートにおける改良が主で、マイクロ波中継、オペレーターを介さない自動即時通話、中継局、電話通信用継電器（wire spring relay）、新型交換機（5XB）などが登場した。1953年、モーリス・カルノーがカルノー図を開発。ブール代数式を扱いやすくするツールとして重宝された。1954年、世界初の実用的な太陽電池を開発した。1956年に敷設された初の大西洋横断海底ケーブル TAT-1（スコットランド-ニューファンドランド島間）は、AT&T、ベル研究所、イギリスとカナダの電話会社が関与した。1957年、マックス・マシューズが電子音楽演算用コンピュータプログラムMUSICを開発した。MUSICシリーズは現在の多くのコンピュータミュージックプログラムの基礎となった。ロバート・C・プリムとジョゼフ・クラスカルが新たな貪欲法アルゴリズムを開発し、コンピュータネットワーク設計を進化させた。1958年、アーサー・ショーローとチャールズ・タウンズの学術論文で初めて「レーザー」なるものが紹介された。

### 1960年代
1960年代には、ダウォン・カーンとMartin Atallaが金属酸化膜半導体電界効果トランジスタ（MOSFET）を発明。MOSFETは、今日の情報社会を支える大規模集積回路（LSI）の基盤となっている。1960年12月、A.Javanらは初めての気体レーザーであるヘリウムネオンレーザーの発振に成功。1962年、Gerhard M. Sessler と James E.M. West がエレクトレットマイクを発明。1964年、Kumar Patel が炭酸ガスレーザーの発生装置を発明。1965年には、アーノ・ペンジアスとロバート・W・ウィルソンが、宇宙マイクロ波背景放射を発見し、1978年にノーベル物理学賞を受賞。1966年、R.W. Chang が無線通信サービスの重要な技術である直交周波数分割多重方式（OFDM）を開発し、特許を取得した。1968年、J.R. Arthur と A.Y. Cho が分子線エピタキシー法を開発。1969年には、デニス・リッチーとケン・トンプソンがUNIXの開発を開始した。ウィラード・ボイルとジョージ・E・スミスが電荷結合素子（CCD）を発明したのも1969年である。

### 1970年代
1970年代以降、ベル研究所でも世の流れに乗って、コンピュータ関連の発明が多くなってくる。1971年、コンピュータを使った電話交換機用のタスク優先度制御システムをErna Schneider Hooverが開発し、世界初のソフトウェア特許を取得した。1972年、デニス・リッチーがインタプリタ型言語Bの代わりにコンパイル型言語Cを開発し、UNIXのより良い書き直しのために採用された。1976年、ジョージア州で世界初の光ファイバー通信システムの試験を行った。1978年、デニス・リッチーとブライアン・カーニハンがC言語の事実上の規格書『プログラミング言語C』を出版。1980年、世界初のワンチップ32ビットマイクロプロセッサBELLMAC-32Aがデモンストレーションで動作した（製品化は1982年）。
1970年代には、それまでリレーやトランジスタで構成されていた交換機から、ベル研究所が開発したTTL集積回路を使ったプログラム内蔵式の交換機へとテクノロジーが進化した。新型交換機はイリノイ州のNapervilleにあるベル研究所の施設とLisleにあるウェスタン・エレクトリックの施設で製造された。これにより交換機設置に要する床面積が劇的に減少した。また、新型交換機には自動診断ソフトウェアが搭載され、保守要員を減らすことに寄与した。これらの技術については、Bell Labs Technical Journalsなどでよく紹介されていた。

### 1980年代
1980年代には、TDMAおよびCDMAという携帯電話で使われる技術の特許を取得。1982年、ホルスト・シュテルマーと、ベル研究所研究員だったロバート・ラフリンとダニエル・ツイが、分数量子ホール効果を発見（1998年にノーベル賞を受賞）。1983年、ビャーネ・ストロヴストルップがC言語を拡張したC++を開発。これもベル研究所で生まれた。
1984年、Auston らがピコ秒電磁放射の光伝導アンテナを世界で初めてデモンストレーションした。これは今では、テラヘルツ時間領域分光の重要な部分を担っている。1984年、数学者ナレンドラ・カーマーカーがカーマーカー線形計画法を開発した。同じく1984年、アメリカ連邦政府がAT&Tの分割を決定した。分割された地域ベル電話会社のために、ベル研究所から Bellcore（現 Telcordia Technologies）が分離。AT&T本体は、ベル研究所に関する部分でのみ伝統的なベルのマークを使えるという制限を受けた。これまで正式名称はBell Telephone Laboratories, Inc.だったが、AT&T Bell Laboratories, Inc.に改称され、ウェスタン・エレクトリックが改称してできたAT&Tテクノロジーズの100%子会社となった。このころ新世代の交換機（5ESS Switch）を開発している。1985年、スティーブン・チューのチームがレーザー冷却により原子を捕獲する技術を開発した。同じく1985年、UNIXの後継として Plan 9オペレーティングシステムの開発を開始。1988年、大西洋横断海底ケーブルとして初めて光ファイバーを使った TAT-8 が敷設された。

### 1990年代
1990年、世界初の無線LANであるWaveLANを開発。無線LAN技術は1990年代末ごろまで広まらず、最初にデモンストレーションしたのは1995年だった。1991年、Nuri Dağdevirenと彼のチームが56Kモデムの技術を開発し、特許を取得した。1994年、フェデリコ・カパッソ、アルフレッド・チョー、Jerome Faistらが量子カスケードレーザーを発明し、後に Claire Gmachlが更なる技術革新による改良を施した。同じく1994年、Peter Shorが量子因数分解アルゴリズムを考案。1996年、Lloyd Harriottと彼のチームがマイクロチップ上に原子幅の形を印刷するSCALPEL電子リソグラフィを発明した。デニス・リッチーらはLimboという新たな言語を使い、Plan 9 を元にしてInfernoオペレーティングシステムを制作した。また、高性能データベースエンジン（Dali）を開発し、DataBlitzという名称で製品化した。
AT&Tはベル研究所を含めたAT&Tテクノロジーズを独立させ、ルーセント・テクノロジーズとした。その際、一部の研究者を引き抜き、新たにAT&T研究所を創設した。1997年、世界最小の実用的トランジスタ（60ナノメートル、原子182個ぶん）を作り出した。1998年、世界初の光ルーターを完成させ、音声とデータを同時に IPネットワーク上で転送する技術も開発した。

### 2000年代
2000年はベル研究所にとって忙しい年になった。まず、DNAマシンのプロトタイプを開発。3次元CGを使った広範囲な通信を可能にする漸近的ジオメトリ圧縮アルゴリズムを開発。7月には世界初の電気で発生する有機レーザーを発明(後に捏造と判明)。宇宙の暗黒物質の分布を表す大規模な地図を作成。プラスチックトランジスタを可能にする有機素材F-15を発明。
2002年、ヘンドリック・シェーンが超伝導に関する研究において測定ノイズ等の実験データを繰り返し改竄していたこと（科学における不正行為を行っていた、いわゆる「シェーン・スキャンダル」）を理由として解雇。ベル研究所において初めて発覚した大規模な詐欺行為であり、組織運営や他の研究員らの活動および査読者の責任論にも大きな影響を及ぼした。
2003年、マレーヒルにNew Jersey Nanotechnology Laboratoryを創設。
2005年、ルーセントの光ネットワーク部門の担当重役だったJeong H. Kimが学界から戻り、ベル研究所の所長となった。
2006年4月、親会社のルーセント・テクノロジーズはアルカテルとの合併に合意した。2006年12月1日、アルカテル・ルーセントが業務を開始。ベル研究所はアメリカの国防関係の研究開発にも関わっていたため、この合併に対して合衆国政府は懸念を抱いた。ベル研究所およびルーセントとアメリカ政府との間の国家機密に関わる契約を扱うため、アメリカ人のみで構成される取締役会の別会社 LGS が創設された。
2007年12月、ルーセントのベル研究所とアルカテルの研究開発部門が合併し、新たなベル研究所となることが発表された。それまで長期にわたってベル研究所はスピンオフや解雇で人員を削減され続けていたが、この機会に久しぶりの成長を遂げた。
しかし2008年7月時点で、科学雑誌『ネイチャー』は、（ベル研で）物理学の基礎研究を行っている科学者は4人しか残っていない、と指摘した。
2008年8月28日、アルカテル・ルーセントは、ベル研究所について、基礎科学、物性物理学、半導体研究といった分野からは手を引き、ネットワーク、高速電子工学、無線ネットワーク、ナノテクノロジー、ソフトウェアといった収益に結びつきやすい分野に注力すると発表した。

### 2010年代
2015年4月、ノキアはアルカテル・ルーセントを$166億で買収することに合意した。2016年1月14日、アルカテル・ルーセントとベル研究所は正式にノキアの傘下となった。